# Renshi Yamaguchi
Renshi Yamaguchi (jap. 山口 廉史, Yamaguchi Renshi; * 16. September 1992 in Yokohama) ist ein japanischer Fußballspieler.

## Karriere
Renshi Yamaguchi  erlernte das Fußballspielen in der Universitätsmannschaft der Hōsei-Universität. Seinen ersten Vertrag unterschrieb er 2015 in Singapur bei Hougang United. Der Verein spielte in der höchsten Liga des Landes, der S. League. 2016 wechselte er nach Laos, wo er einen Vertrag bei Lao Toyota FC in Vientiane unterschrieb. 2019 ging er nach Thailand. Hier unterschrieb er einen Vertrag beim Zweitligisten Ubon United in Ubon Ratchathani. Für Ubon absolvierte er 28 Zweitligaspiele. Nach Ende der Saison musste der Club den Weg in die Viertklassigkeit antreten. Anfang 2020 wechselte er zum Zweitligisten Ayutthaya United FC nach Ayutthaya. Für Ayutthaya absolvierte er drei Zweitligaspiele. Der Ligakonkurrent Lampang FC aus Lampang nahum ihn im August 2020 bis Saisonende unter Vertrag. Im Juni 2021 verließ er den Verein und wechselte nach Indonesien. Hier unterschrieb er einen Vertrag beim Erstligisten Arema Malang. Mit dem Verein aus Malang spielte er 60-mal in der ersten indonesischen Liga. Im August 2023 unterschrieb er in Gresik einen Vertrag beim indonesischen Zweitligisten Gresik United FC

## Erfolge
Lao Toyota FC
- Laotischer Meister: 2017, 2018